# 裏切りは僕の名前を知っている オリジナル・ドラマCD
『裏切りは僕の名前を知っている オリジナル・ドラマCD』（うらぎりはぼくのなまえをしっている オリジナル・ドラマシーディー）は、テレビアニメ『裏切りは僕の名前を知っている』のドラマCDシリーズ。2010年6月30日と同年11月24日にビクターエンタテインメントから発売された。全4枚。

## 概要
原作漫画にはないコミカル路線のストーリーが展開する2本オリジナル・ドラマ。
キャラクターソング1曲とそのカラオケトラックも収録。

## リリース一覧
キャラクターソングは全曲とも作詞：井筒日美、作曲・編曲：中野定博。

### 1（祗王夕月）
キャラクターソングは祗王夕月（保志総一朗）。CDジャケットには夕月、ルカ、ソドムが描かれている。
1. 明日へ還る日まで [4:45]
歌 - 祗王夕月（保志総一朗）
2. 黄昏館の開かずの間 [13:35]
3. 雨のあと… [7:52]
4. 明日へ還る日まで ＜instrumental＞ [4:44]

### 2（叢雨十瑚・九十九）
キャラクターソングは叢雨十瑚（井上麻里奈）、叢雨九十九（福山潤）。CDジャケットには十瑚、九十九が描かれている。
1. 約束の海 [4:17]
歌 - 叢雨十瑚（井上麻里奈）、叢雨九十九（福山潤）
2. 黄昏館日誌 [16:02]
3. 黄昏館のお夜食 [18:37]
4. 約束の海 ＜instrumental＞ [4:17]

### 3（碓氷愁生）
キャラクターソングは碓氷愁生（宮野真守）。CDジャケットには焔椎真、愁生が描かれている。
1. 蒼空の誓い [4:04]
歌 - 碓氷愁生（宮野真守）
2. 激闘！炎の勉強会 [20:38]
3. ため息の理由 [14:39]
4. 蒼空の誓い ＜instrumental＞ [4:04]

### 4（焔椎真）
キャラクターソングは焔椎真（小野大輔）。CDジャケットには黒刀、千紫郎が描かれている。
1. O.A.T.H. [4:16]
歌 - 焔椎真（小野大輔）
2. 黒刀&千紫郎編「失えないひと」 [18:52]
3. 黄昏館の住人とソドムの眠れぬ夜 [19:05]
4. O.A.T.H. ＜instrumental＞ [4:15]